# Municipio IX
Municipio IX (San Giovanni) is een stadsdeel met ongeveer 131.871 inwoners in het centrum van de stad Rome.

## Onderverdeling
Tuscolano (deel), Appio Latino (deel), Prenestino-Labicano (deel).